# Maseikula
Maseikula [maseikulaː] bio je fidžijski plemić koji je kao Tui Nayau vladao otokom Nayauom. 
Maseikula je bio sin poglavice Buivaroroa i gospe Tarau te unuk poglavice Naosare, osnivača značajne fidžijske plemićke obitelji.
Postoji velika mogućnost da je Maseikula rođen na Lakebi, gdje je živio Maseikulin stric, Kalouyalewa. Nakon smrti svoga oca, Maseikula je zavladao. Ime je Maseikuline supruge nepoznato, ali Maseikula i njegova supruga dobili su sinove, Vakaotija i Vukinavanuu. Vukinavanua je zavladao nakon očeve smrti.